# Volgacuma telmatophora
Volgacuma telmatophora — вид кумових ракоподібних родини Pseudocumatidae.  Рачок зустрічається у Чорному та Каспійському морях, у водоймах басейну річок Волга та Дон.